# Härjedalen
A Härjedalen ( PRONÚNCIA), raramente Herdália (em latim: Herdalia), é uma província histórica da Suécia. Está situada no sudoeste da região histórica da Norlândia (Norrland), e tem fronteira com a Noruega. 

Ocupa 3% da superfície total do país, e tem uma população de cerca de 9 705 habitantes (2023).

A Härjedalen é a província mais alta e também a menos povoada da Suécia. Ao contrário de todas as outras, não tem nenhuma cidade. 

Como província histórica, a Härjedalen não possui funções administrativas, nem significado político, mas está diariamente presente nos mais variados contextos, como por exemplo em Tidning Härjedalen (jornal regional), Jämtland-Härjedalens Ishockeyförbund (federação regional de hóquei no gelo) e Härjedalens Socialdemokrater (social-democratas da região).

## Etimologia e uso
O nome geográfico Härjedalen provém das palavras nórdicas Her (nome antigo do rio da região, hoje em dia Härjån) e dal (vale), significando ”vale do rio Her”.
O termo está registado em sueco antigo no século XIII como Heriardale e Heriardall.

Em textos em português costuma ser usada a forma original Härjedalen.

| “ | Localizado na província de Härjedalen, este lugar foi por muito tempo habitado por sámis | ” |

## Província histórica e Condados atuais
A província histórica da Härjedalen faz praticamente toda parte do condado da Jämtland. Uma parte menor pertence ao condado de Dalarna.

A Província histórica da Härjedalen
O condado da Jämtland
O condado de Dalarna

## História
Durante um largo período, a Härjedalen pertenceu à Noruega, sendo parte da diocese norueguesa de Trondheim desde o século XII.
Ganhou personalidade histórica específica no século XVI.
Passou a ser sueca em 1645, pela Paz de Brömsebro, apesar da resistência encarniçada da população.
No século XIX e primeira metade do século XX, assistiu a uma grande expansão da indústria florestal.
Na segunda metade do século XX sofreu um forte despovoamento.

## Geografia
A Härjedalen é a província histórica menos povoada da Suécia, com uma população de cerca de 10 000 habitantes. As suas numerosas montanhas e colinas, estão cobertas por extensas florestas, e salpicadas por inúmeros lagos e pântanos. O clima é fortemente continental, com verões curtos e invernos muito frios, tendo oscilações de temperatura da ordem dos 30°C. Os grandes vales do rio Ljusnan abrigam uma população de pequena dimensão, concentrada em algumas localidades.

| - Montanhas: Helagsfjället (1797 m), Anåfjället (1332 m), Sonfjället (1277 m) - Rios: Ljusnan, Ljungan - Lagos: Svegssjön (64 km²) - Localidades: Sveg, Hede, Funäsdalen |

Localizada no norte da Suécia, tem limites a norte com a Jämtland, a leste com Medelpad e Hälsingland, a sul com a Dalecárlia, e a oeste com a Noruega. É a única província do país sem nenhuma cidade. A localidade de maior dimensão é Sveg, com 2 600 pessoas. Funäsdalen e Hede, são duas outras localidades, igualmente situadas nas margens do rio Ljusnan.

É a província com a maior altitude média do país, estando a maior parte do seu território acima dos 500 metros acima do nível do mar. No lado oriental apresenta um terreno acidentado repleto de colinas, com muitas florestas, lagos e terrenos molhados. No lado ocidental, a paisagem é dominada por altas montanhas e serranias, contando com mais de 40 pontos acima dos 1 000 metros. A serra de Helagsfjället atinge os 1 796 metros.

### Fauna
A Härjedalen é a única província sueca onde existe o boi-almiscarado. Nas suas florestas há um número cada vez maior de ursos, em particular na área da montanha e parque natural de Sonfjället.

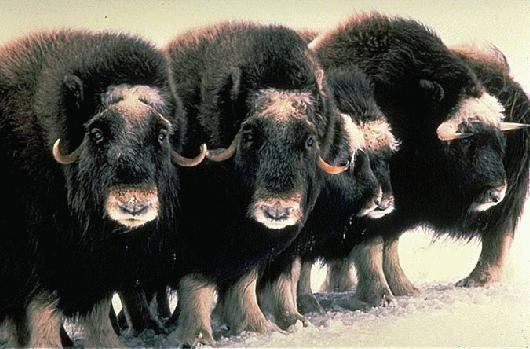
Bois-almiscarados
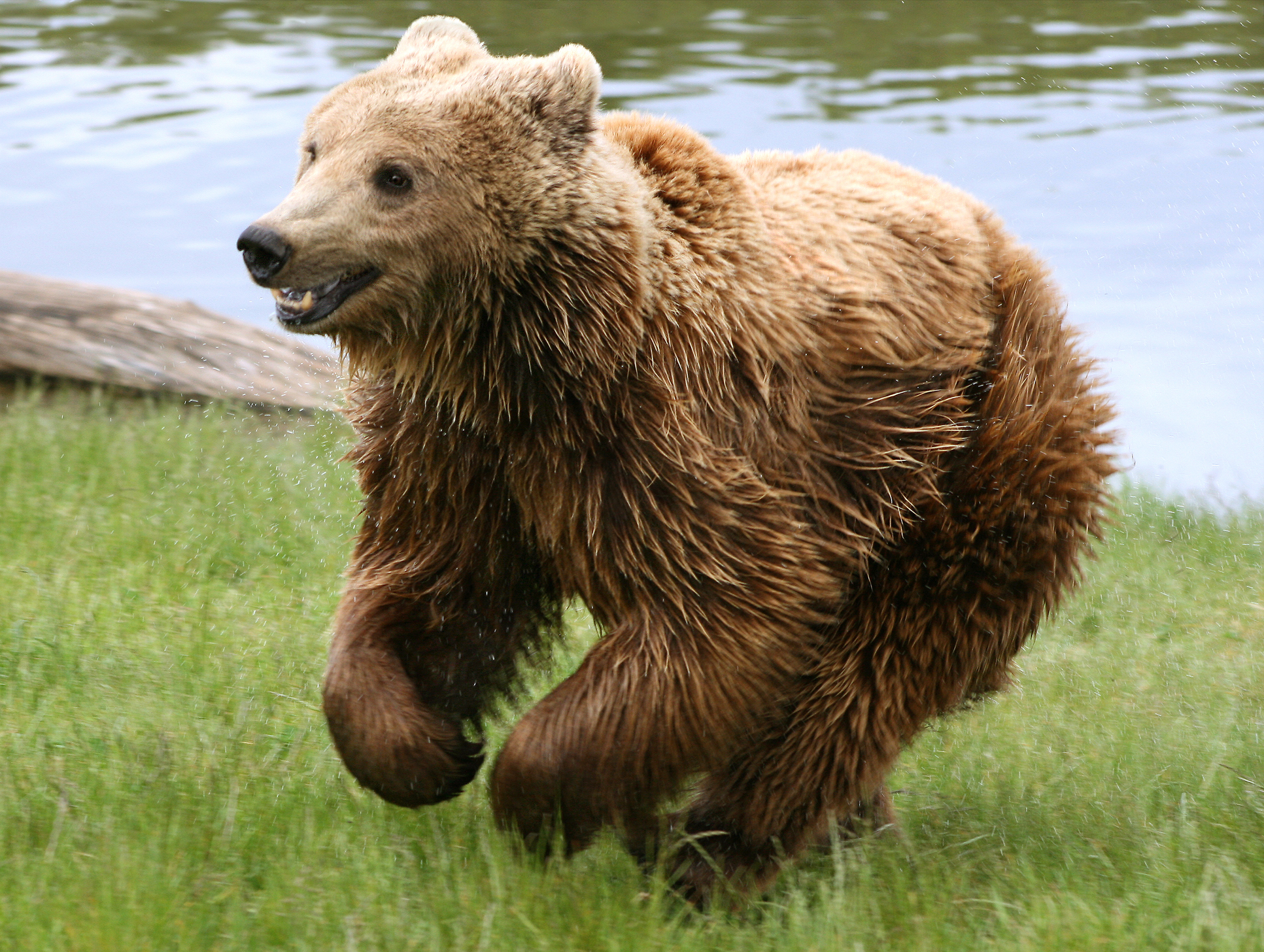
Urso

## Comunicações

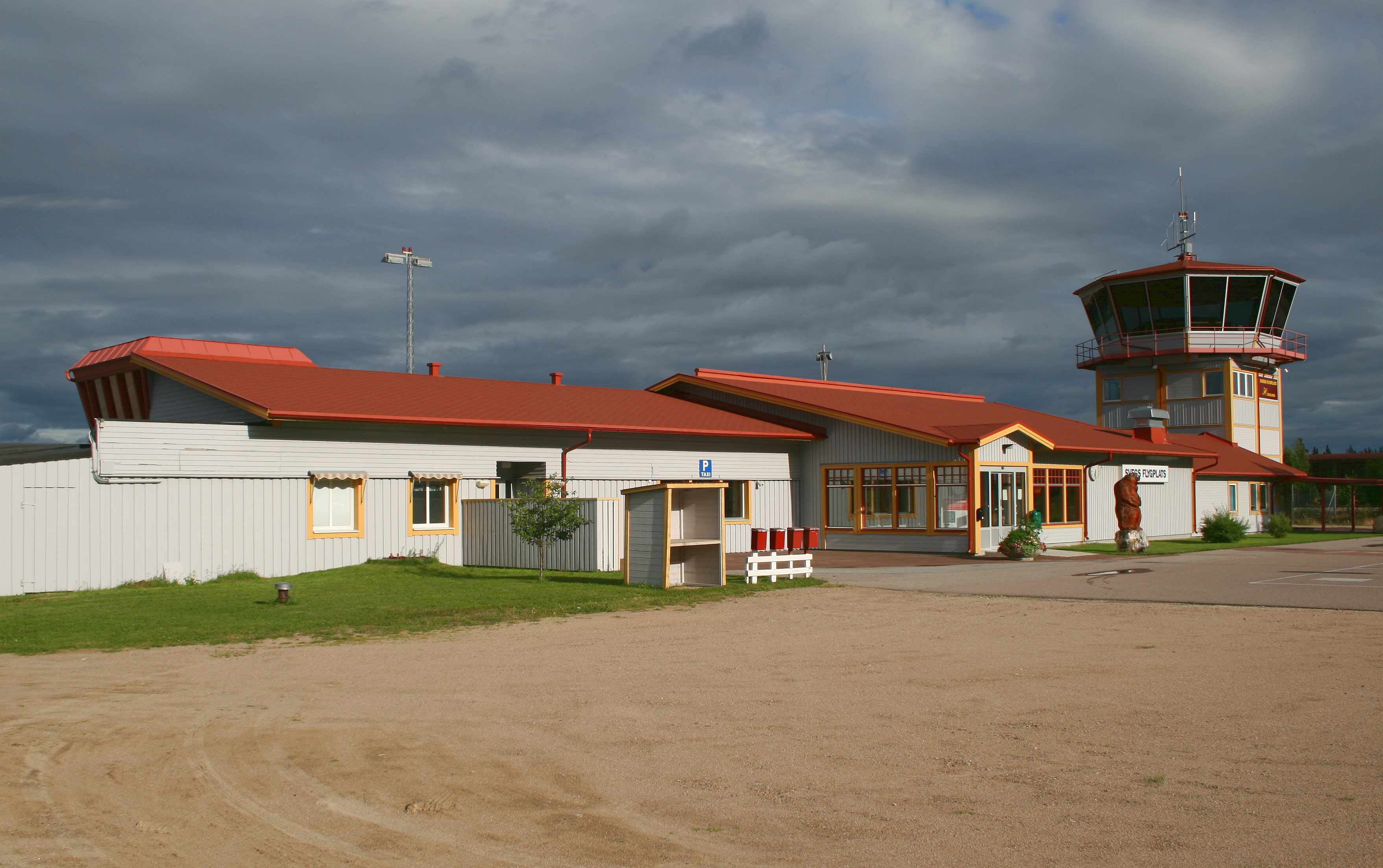
Aeroporto de Härjedalen Sveg

A província de Härjedalen é atravessada numa pequena extensão pela estrada europeia E45, ligando a cidade de Sveg a Östersund na Jämtland e a Mora em Dalarna.

Sveg é igualmente servida pela linha ferroviária do interior (Inlandsbanan), com ligacão a norte com Östersund na Jämtland e a sul com Mora em Dalarna.

A 4 km a nordeste de Sveg, fica o aeroporto de Härjedalen Sveg.

| - Estradas europeias: E45 - Estradas nacionais: R84 - Ferrovias: Linha ferroviária do interior - Aeroportos: Aeroporto de Härjedalen Sveg |

## Economia

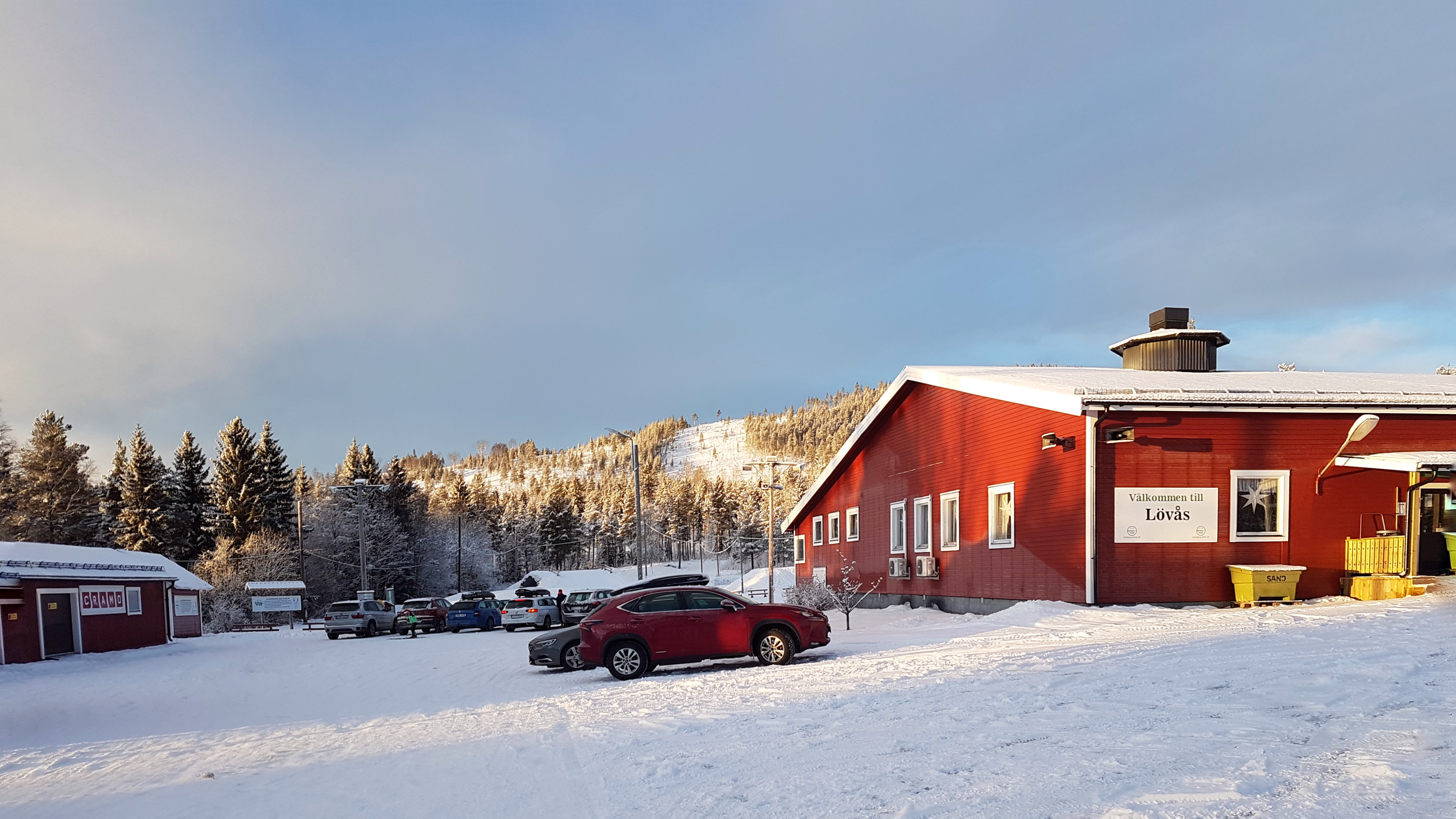
Pista de esquis em Vemdalen

Tradicionalmente, as grandes florestas, o terreno acidentado e o clima frio no inverno, moldaram a economia regional, baseada na criação de gado, e em menor extensão na exploração florestal, visto tratar-se de florestas de crescimento lento, devido à altitude, não havendo muitas serrações nem indústrias da madeira. A agricultura também é reduzida pelas condições climáticas. O grande recurso económico é na realidade o turismo, atraindo visitantes com as suas montanhas espetaculares, cursos de água e lagos propícios à pesca, neve, pistas de esquis e de trilhos e percursos pedestres. As aldeias de cabanas turísticas (stugbyar) são muito procuradas, podendo ser destacadas Tännäs (com bois-almiscarados nas proximidades), Funäsdalen e Vemdalen (prática de esquis). Entre as suas pistas de esquis mais procuradas estão Vemdalen, Lofsdalen e Ramundberget.

## Património histórico, cultural e turístico
Alguns pontos turísticos mais procurados atualmente são:

- Parque Nacional Sonfjället (com rochedos montanhosos, renas, alces, ursos)
- Centro do Boi-almiscarado (Myskoxcentrum; habitat de bois-almiscarados em Tännäs, perto de Funäsdalen)
- Rogen (lago selvagem, na fronteira com a Noruega, para canotagem aventureira)
- Museu da Alta Montanha de Härjedalen (Härjedalens fjällmuseum; em Funäsdalen)

## Galeria

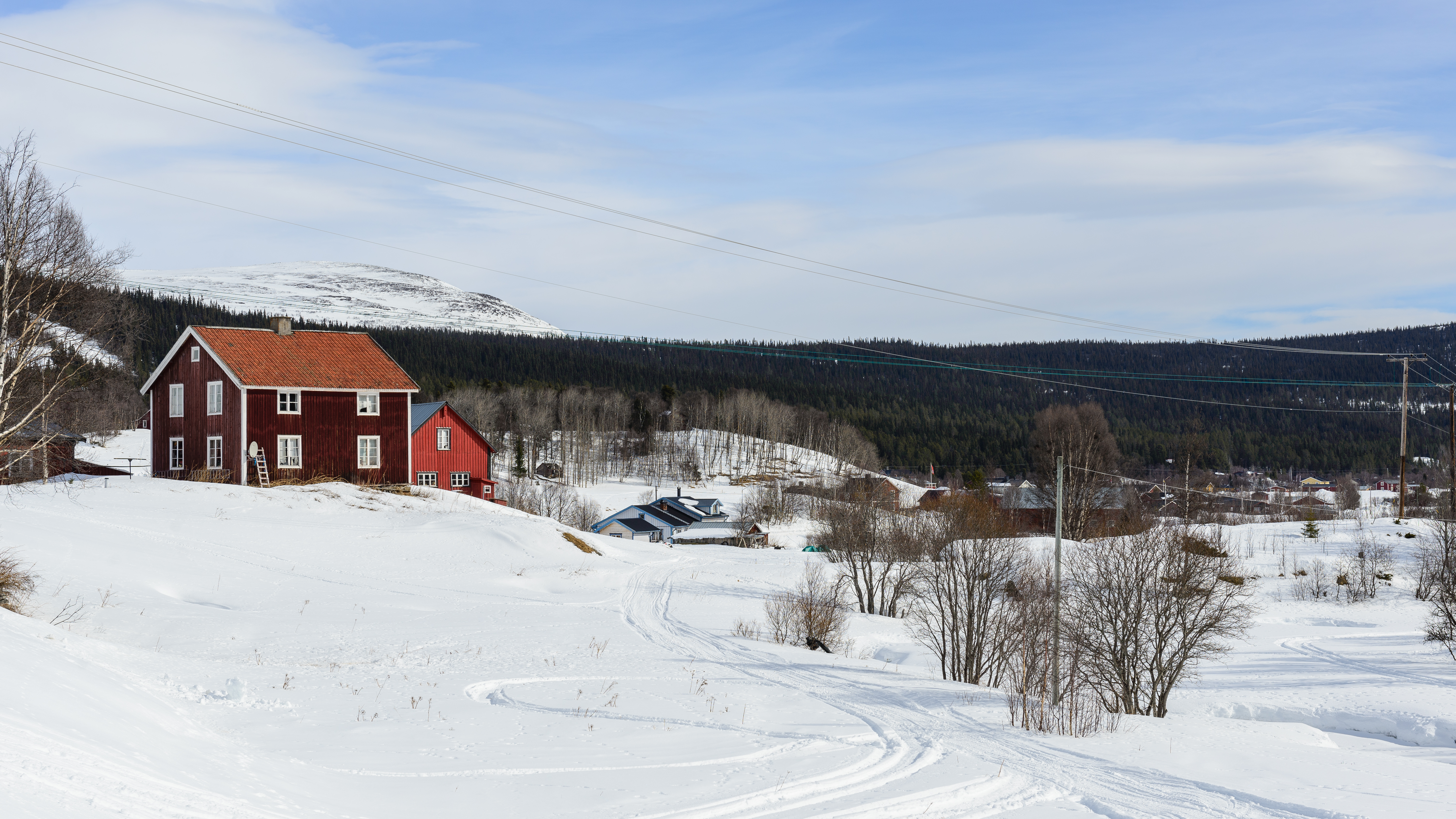
A pequena aldeia de Ljungdalen
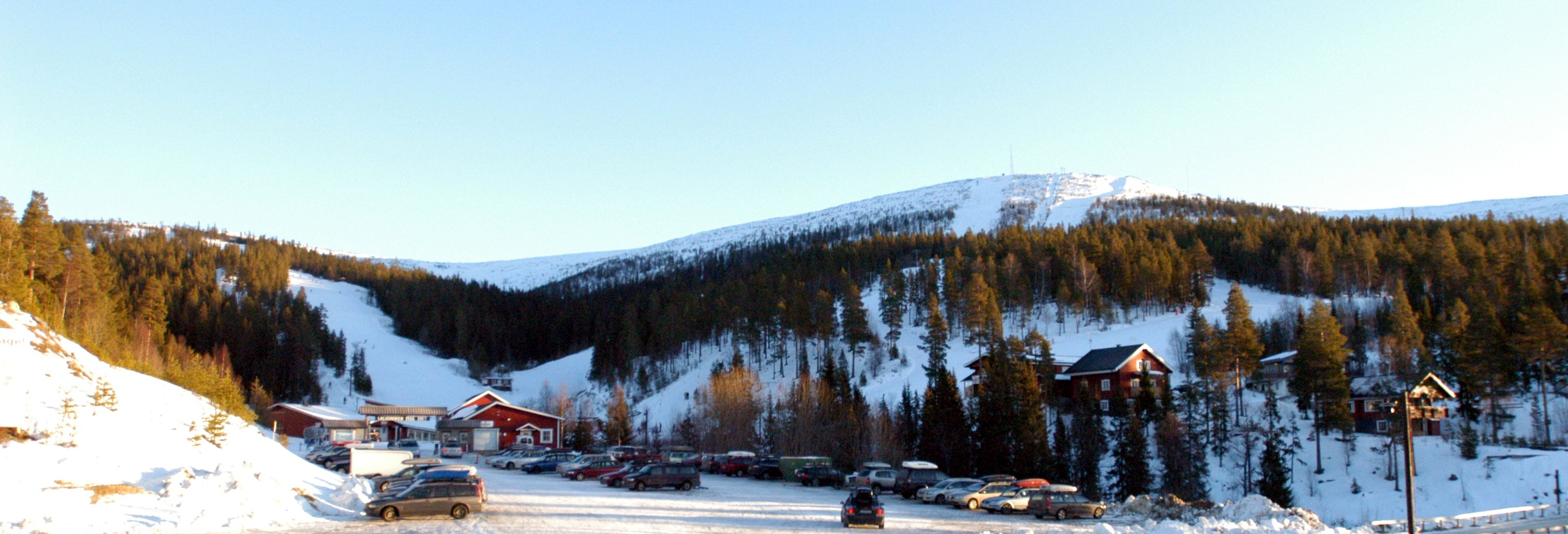
A estância de esquis de Björnrike
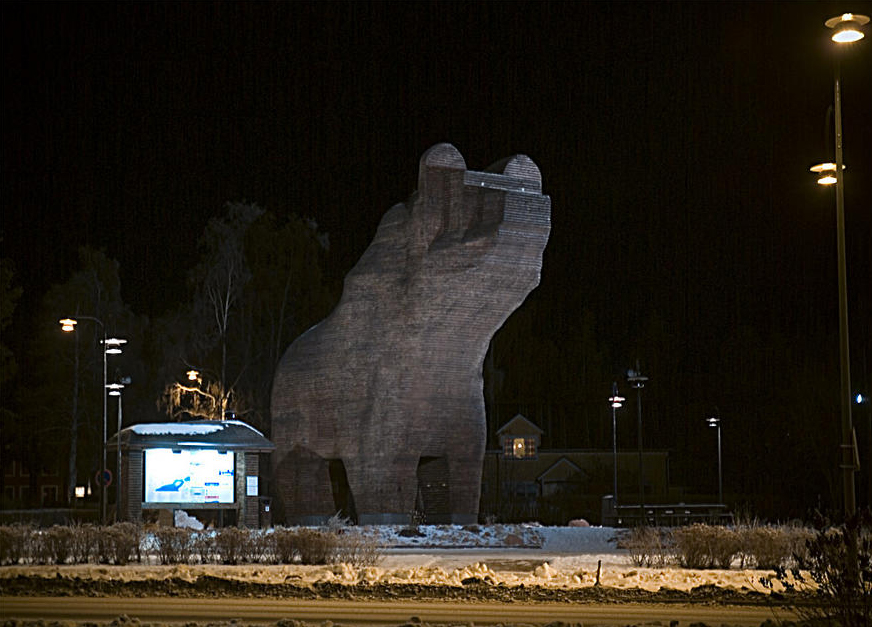
Grande urso de madeira em Sveg
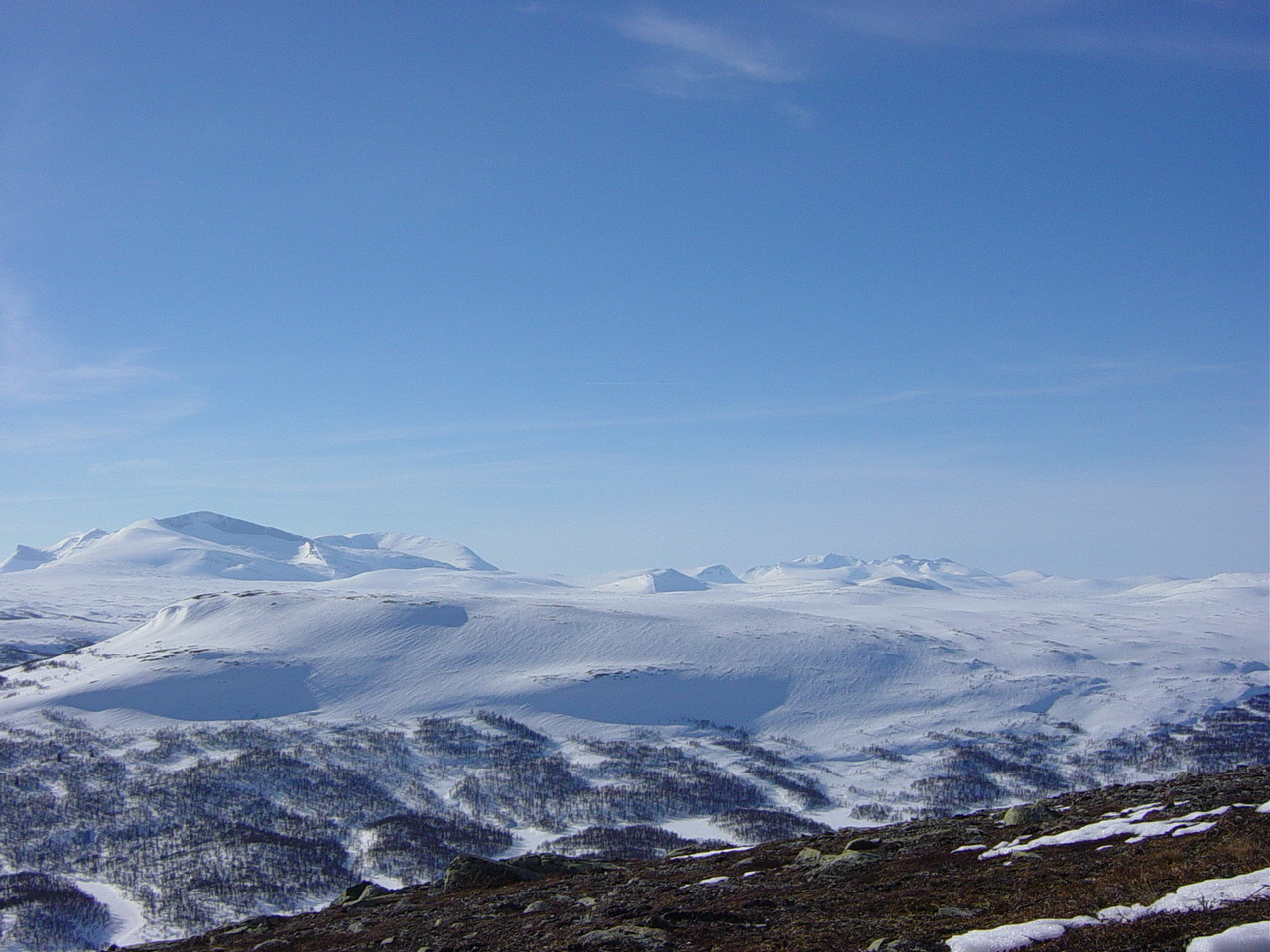
O maciço montanhoso de Helagsfjället
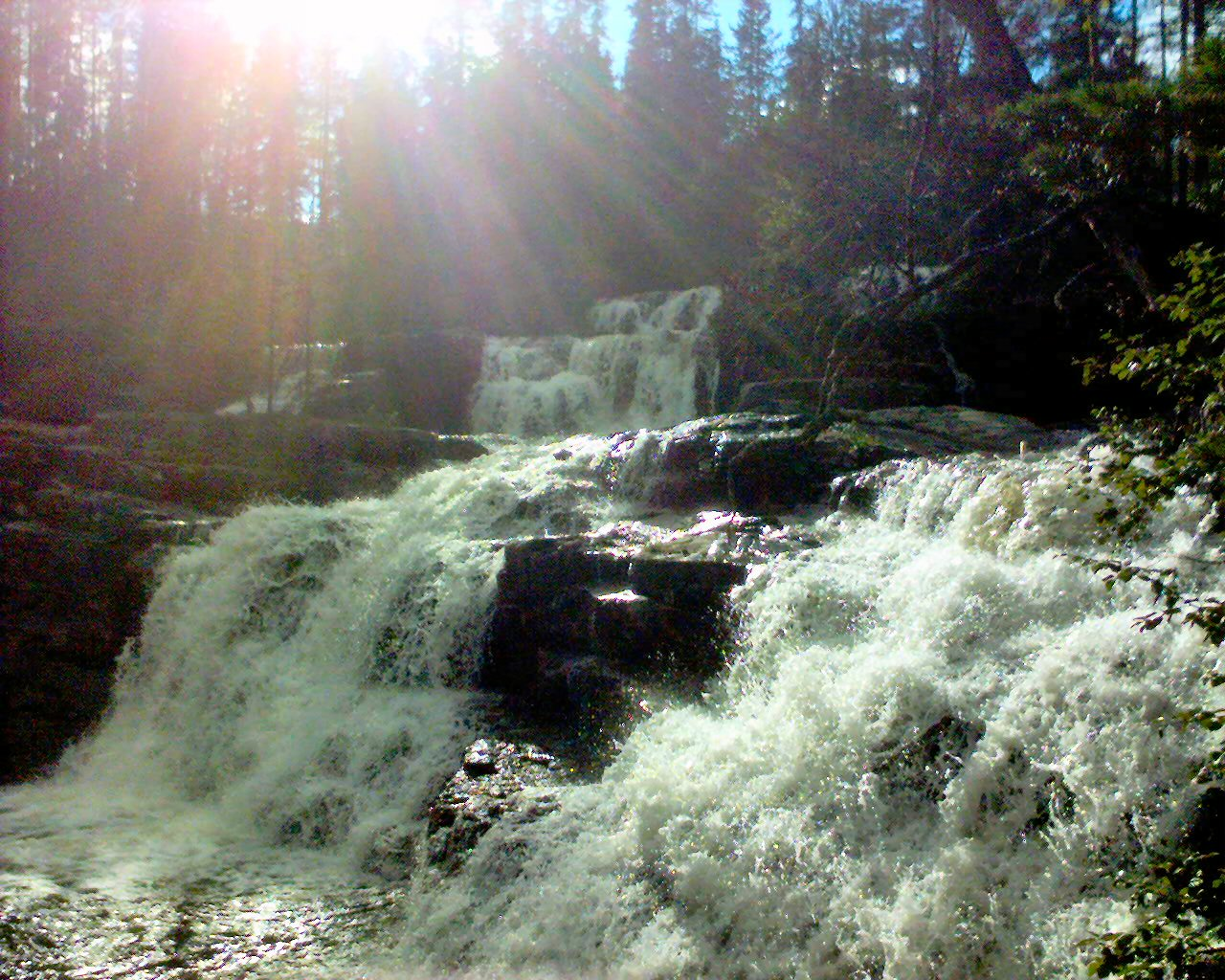
As quedas de água de Rändåfallet
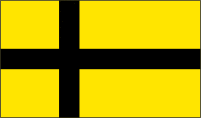
Bandeira não-oficial de Härjedalen